# Distretto di Gomal
Il distretto di Gomal è un distretto dell'Afghanistan appartenente alla provincia della Paktika.